# Xã Suffield, Quận Portage, Ohio
Xã Suffield (tiếng Anh: Suffield Township) là một xã thuộc quận Portage, tiểu bang Ohio, Hoa Kỳ. Năm 2010, dân số của xã này là 6.311 người.